# Václav Hůla
Václav Hůla (* 21. September 1925 in Skryje, Okres Rakovník; † 1. April 1983 in Prag) war ein tschechoslowakischer Politiker der Kommunistischen Partei KSČ (Komunistická strana Československa), der unter anderem zwischen 1969 und 1983 stellvertretender Ministerpräsident der Tschechoslowakischen Sozialistischen Republik (ČSSR) sowie von 1969 bis 1971 und erneut zwischen 1976 und 1983 Vorsitzender der Staatlichen Planungskommission SPK (Státní plánovací komise) war.

## Leben
Hůla wuchs im Okres Rakovník auf und begann nach dem Besuch der Wirtschaftsoberschule in Beroun 1945 ein Studium an der Wirtschaftshochschule Prag VŠE (Vysoká škola ekonomická v Praze), das er 1948 als Diplom-Ingenieur abschloss. Während des Studiums trat er 1946 der (Kommunistischen Partei der Tschechoslowakei) (KSČ / KPTsch) bei und begann nach Abschluss des Studiums 1948 seine berufliche Laufbahn in der Kanzlei des Präsidenten der Tschechoslowakei, in der er zunächst Referent sowie anschließend zwischen 1951 und 1953 Leiter der Abteilung Volkswirtschaft war. 1953 wechselte er in das Präsidium der Regierung und war dort Sektionsleiter, ehe er zwischen Dezember 1965 und Januar 1967 stellvertretender Vorsitzender der Staatskommission für Finanzen, Preise und Löhne war. Zugleich war er von Dezember 1965 bis April 1968 Mitglied der Staatlichen Planungskommission sowie zwischen Dezember 1965 und Januar 1967 Mitglied der Staatskommission für wirtschaftliche und technische Zusammenarbeit. Des Weiteren wurde er im Juni 1966 Mitglied der Wirtschaftskommission des Zentralkomitees (ZK) der KSČ sowie im August 1967 zusätzlich Mitglied des Staatlichen Statistischen Rats.
In der ersten Regierung von Ministerpräsident Oldřich Černík übernahm Hůla am 8. April 1968 zunächst das Amt als Minister ohne Geschäftsbereich. Bereits am 30. April 1968 wurde er jedoch zum Vorsitzenden des Staatlichen Preisamtes im Ministerrang  berufen und bekleidete dieses Amt bis zum 31. Dezember 1968. Nachdem er in der darauf folgenden nicht vertreten war, übernahm er in der dritten Regierung Černík am 29. September 1969 das Amt eines stellvertretenden Ministerpräsidenten und bekleidete dieses auch in den darauf folgenden Regierungen Štrougal I, Štrougal II, Štrougal III und Štrougal IV bis zu seinem Tode am 1. April 1983. Daneben wurde der loyale Verfechter der Planwirtschaft am 29. September 1969 auch erstmals Vorsitzender der Staatlichen Planungskommission SPK (Státní plánovací komise) und bekleidete diese Funktion bis zum 9. Dezember 1971. Auf dem XIV. Parteitag der KSČ (25. – 29. Mai 1971) wurde er zudem zum Kandidat des Präsidiums des ZK sowie zum Mitglied des ZK der KSČ gewählt und gehörte diesem Gremium bis zu seinem Tode an. Am 27. November 1971 wurde er zudem Mitglied der Föderationsversammlung  und gehörte dem Parlament der Tschechoslowakei bis zu seinem Tode an. Innerhalb des Parlaments war er Mitglied der Volkskammer, die sich aus 200 in Wahlbezirken gewählten Mitgliedern zusammensetzte. 
Nach dem Ausscheiden von Ludvík Svoboda wurde Hůla am 3. Juli 1975 als dessen Nachfolger als Mitglied des Präsidiums des ZK der KSČ und gehörte diesem obersten Führungsgremium der Partei ebenfalls bis zu seinem Tode an. Neben seinem Amt als stellvertretender Ministerpräsident übernahm er am 11. November 1976 in der dritten Regierung von Ministerpräsident Lubomír Štrougal erneut das Amt des Vorsitzenden der Staatlichen Planungskommission und hatte diese nunmehr ebenfalls bis zu seinem Tode am 1. April 1983 inne.